# Alessandro Galante Garrone
Alessandro Galante Garrone (Vercelli, 1º ottobre 1909 – Torino, 30 ottobre 2003) è stato uno storico, scrittore, magistrato e partigiano italiano, militante antifascista durante il Ventennio e combattente della Resistenza italiana.
È considerato uno dei padri fondatori della Repubblica Italiana.

## Opere
- Buonarroti e Babeuf, Torino, De Silva, 1948.
- Filippo Buonarroti e i rivoluzionari dell'Ottocento (1828-1837), Torino, Einaudi, 1951; nuova ed. ampliata, Collana PBE, Einaudi, 1972.
- Dall'Ancien Régime alla Rivoluzione Francese, Collana Saggi n.18, Roma, Edizioni Radio Italiana, 1956.
- Gilbert Romme. Storia di un rivoluzionario, Prefazione di Georges Lefebvre, Torino, Einaudi, 1959; Firenze, Sansoni, 1998.
- Questa nostra Repubblica, Torino, Loescher, 1959.
- I diritti degli italiani, Napoli, Edizioni Scientifiche Italiane, 1968.
- Noi, cittadini, Torino, Loescher, 1969.
- I radicali in Italia. 1849-1925, Milano, Garzanti, 1973.
- Felice Cavallotti, Torino, Unione Tipografico-Editrice Torinese, 1976.
- Cavallotti, Torino, UTET, 1976.
- Salvemini e Mazzini, in Appendice Lezioni inedite di Salvemini, Messina-Firenze, G. D'Anna, 1981.
- I miei maggiori. Ruffini, Omodeo, Einaudi, Jemolo, Salvatorelli, Salvemini, Calamandrei, Ernesto Rossi, Parri... In tutti una passione di libertà illuminata dalla ragione, Milano, Garzanti, 1984. Premio Speciale Viareggio 1985[1]
- Zanotti-Bianco e Salvemini. Carteggio, Napoli, Guida, 1984.
- La nostra repubblica, Torino, Loescher, 1985.
- Padri e figli, Collana Libertà e Giustizia, Torino, Albert Meynier, 1986, ISBN 88-85825-94-X.
- Il cittadino, oggi, Torino, Loescher, 1986.
- Calamandrei. Il profilo biografico, intellettuale e morale di un grande protagonista della nostra storia, Milano, Garzanti, 1987.
- L'albero della libertà. Dai giacobini a Garibaldi, Firenze, Le Monnier, 1987.
- Amalek. Il dovere della memoria, Milano, Rizzoli, 1989, ISBN 88-17-85243-0.
- Libertà liberatrice, Collana Terza pagina, Torino, La Stampa, 1992.
- Il mite giacobino, Conversazione su libertà e democrazia raccolta da Paolo Borgna, Collana Interventi, Roma, Donzelli, 1994, ISBN 88-7989-093-X.
- Un affare di coscienza. Per una libertà religiosa in Italia, Milano, Baldini & Castoldi, 1995.
- L'Italia corrotta. 1895-1996. Cento anni di malcostume politico, Roma, Editori Riuniti, 1996, ISBN 88-359-4060-5; Prefazione di Edmondo Bruti Liberati, Torino, Aragno, 2009.
- Piccoli discorsi della libertà, Diabasis, 1996.
- Profili del '900. Storici, magistrati, militanti, a cura di Cosimo Ceccuti, prefazione di Paolo Borgna, Edizioni Polistampa, 2006.

### Traduzioni
- Edgar Quinet, La Rivoluzione, Introduzione e trad. di A.G. Garrone, Torino, Einaudi, 1953.